# 乌拉圭众议院
乌拉圭东岸共和国众议院（西班牙語：Cámara de Representantes de la República Oriental del Uruguay），简称众议院，是烏拉圭國會的下议院。众议院共有99名议员，任期5年，通过比例代表制选举产生，每个省至少有2名议员。
众议院的组成和职权由《乌拉圭宪法》第90条规定。宪法还要求议员必须年满25岁，并已具有乌拉圭国籍至少5年。众议院有权向参议院提起弹劾，针对对象包括国会两院议员、总统和副总统、部长、最高法院成员、行政诉讼法院成员、审计法院成员和选举法院成员，理由可以是违反宪法或犯有其他严重罪行。